# François-Zénobe-Philippe Albergotti
François-Zénobe-Philippe Albergotti, Francesco Albergotti (1650–1717) – francuski oficer pochodzenia włoskiego. Miastem jego urodzenia była Florencja. Od roku 1702 był generałem francuskiej armii. Służył na froncie we Włoszech, w roku 1708 przerzucony do Holandii. W roku 1710 czyniono go gubernatorem Douai. 1 stycznia 1711 otrzymał Order Świętego Ducha.